# 8974 Gregaria
8974 Gregaria (3357 T-2) là một tiểu hành tinh vành đai chính có quỹ đạo vành đai tiểu hành tinh giữa Sao Hỏa và Sao Mộc. Nó được khám phá 25 tháng 9 năm 1973 bởi Cornelis Johannes van Houten và Ingrid van Houten-Groeneveld.